# 賴美淑
賴美淑（1949年—），前行政院衛生署中央健康保險局總經理，現任國立臺灣大學醫學系家庭醫學科教授、臺灣大學預防醫學研究所教授。
賴美淑中學就讀於北一女中，被選為田徑校隊；她就讀台大醫學系時，與台灣整型外科名醫林靜芸、前台大醫院院長林芳郁、台灣知名性學專家江漢聲、以及也擔任過中央健保局總經理的葉金川是同班同學；賴美淑之後取得匹茲堡大學公共衛生碩士以及台大公共衛生博士。此後歷任匹茲堡大學胃腸科研究員、匹茲堡大學流行病學醫師、台大醫院內科及家庭醫學科主治醫師、行政院衛生署保健處副處長、行政院衛生署保健處處長、行政院衛生署副署長及行政院衛生署中央健康保險局總經理，現任臺灣大學醫學院醫學系家庭醫學科教授、臺灣大學公共衛生學院預防醫學研究所教授。

## 外部連結
| 官衔           | 官衔                                              | 官衔          |
| -------------- | ------------------------------------------------- | ------------- |
| 中華民國行政院 |                                                   |               |
| 前任： 葉金川  | 中央健康保險局總經理 1998年2月10日－2001年2月15日 | 繼任： 張鴻仁 |